# Predrag Đorđević
Pour les articles homonymes, voir Đorđević.
Predrag Đorđević ou Predrag Djordjević, né le 4 août 1972 à Kragujevac (Yougoslavie, auj. Serbie), est un footballeur qui a la double nationalité serbe et grecque. Il jouait au poste de milieu de terrain avec l'Olympiakos Le Pirée et en équipe de Serbie-et-Monténégro de 1998 à 2006.

## Carrière

### En équipe nationale
Il a eu sa première cape en septembre 1998 contre l'équipe de Suisse.
Đorđević a participé à la coupe du monde 2006 avec l'équipe de Serbie-et-Monténégro. Il prend ensuite sa retraite internationale.

## Palmarès
- 37 sélections et 1 but en équipe nationale (entre 1998 et 2006)
- Champion de Grèce en 1997, 1998, 1999, 2000, 2001, 2002, 2003, 2005, 2006, 2007, 2008 et 2009.
- Champion de Grèce de D2 en 1995
- Vainqueur de la Coupe de Grèce en 1999, 2005, 2006, 2008 et 2009